# Biezmienowo (osiedle przy stacji)
Biezmienowo (ros. Безменово) – osiedle przy stacji (stancyja) w Rosji, w obwodzie nowosybirskim, w rejonie czerepanowskim. W 2010 liczyło 2114 mieszkańców, wśród których 1950 zadeklarowało narodowość rosyjską, 13 ukraińską, 47 niemiecką, 22 ormiańską, 10 tatarską, a 4 buriacką.